# Plecoptera nigrilunata
Plecoptera nigrilunata är en fjärilsart som beskrevs av M.Gaede 1939. Plecoptera nigrilunata ingår i släktet Plecoptera och familjen nattflyn. Inga underarter finns listade i Catalogue of Life.